# Demografia da Eritreia

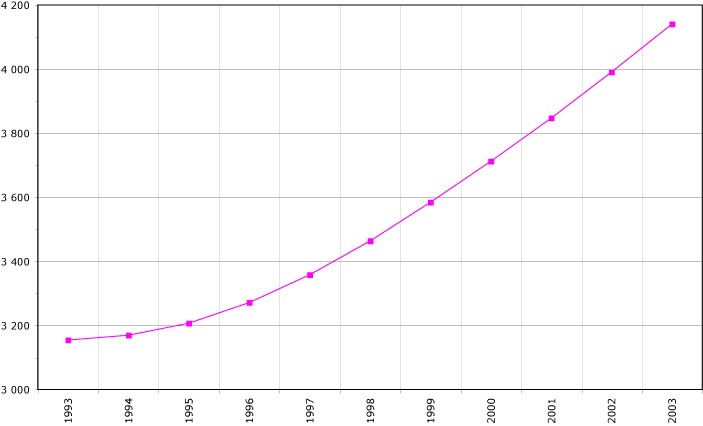
Demografia da Eritreia.

| Indicadores                                  | Números                     |
| -------------------------------------------- | --------------------------- |
| População(milhões de habitantes em 2004)     | 4,3                         |
| Densidade demográfica 2004                   | 35,5                        |
| Pop. Urbana 2003                             | 20                          |
| Cresc. Dem. Anual em % (2000 a 2005)         | 3,1                         |
| Filhos por mulher                            | 45,43                       |
| Expectativa de vida                          | 51,54 homens, 54,2 mulheres |
| Mortalidade Infantil(por mil nascidos vivos) | 73                          |
| Analfabetismo                                | 44,3                        |
| IDH                                          | 0,439                       |